# Amietia
Az Amietia a kétéltűek (Amphibia) osztályába, a békák (Anura) rendjébe és a  Pyxicephalidae családjába tartozó nem. A nem nevét Jean-Louis Amiet francia herpetológus és entomológus tiszteletére kapta.

## Elterjedése
A nembe tartozó fajok Afrika Szaharától délre fekvő területein honosak.

## Rendszerezés
A nembe az alábbi fajok tartoznak:
- Amietia amieti (Laurent, 1976)
- Amietia angolensis (Bocage, 1866)
- Amietia desaegeri (Laurent, 1972)
- Amietia fuscigula (Duméril & Bibron, 1841)
- Amietia inyangae (Poynton, 1966)
- Amietia johnstoni (Günther, 1894)
- Amietia lubrica (Pickersgill, 2007)
- Amietia poyntoni Channing & Baptista, 2013
- Amietia quecketti (Boulenger, 1895)
- Amietia ruwenzorica (Laurent, 1972)
- Amietia tenuoplicata (Pickersgill, 2007)
- Amietia umbraculata (Bush, 1952)
- Amietia vandijki (Visser & Channing, 1997)
- Amietia vertebralis (Hewitt, 1927)
- Amietia viridireticulata (Pickersgill, 2007)
- Amietia wittei (Angel, 1924)